# Saint-Sever-Calvados
Saint-Sever-Calvados är en kommun i departementet Calvados i regionen Normandie i norra Frankrike. Kommunen ligger i kantonen Saint-Sever-Calvados som ligger i arrondissementet Vire. År 2018 hade Saint-Sever-Calvados 1 250 invånare.

## Befolkningsutveckling
Antalet invånare i kommunen Saint-Sever-Calvados
Referens:INSEE